# Эйкин, Артур
Артур Эйкин (англ. Arthur Aiki; 19 мая 1773, Уоррингтон, Чешир, Англия — 15 апреля 1854, Лондон) — английский химик, минералог, популяризатор науки.

## Биография
Родился в семье врача и писателя Джона Эйкина, брат писательницы Люси Эйкин. Племянник поэтессы Анны-Летиции Барбо.
Окончил New College в Хакни. Ученик Джозефа Пристли.
В 1807 году был одним из основателей старейшего геологического общества в мире — Геологического общества Лондона (Geological Society of London) и его почётный секретарь в 1812—1817 гг.
Позже был секретарём Королевского общества содействия развитию искусства, промышленности и торговли (Royal Society of Arts).
Один из основателей, с 1841 — казначей, а в 1843—1845 — президент Химического общества (Chemical Society).
Член Лондонского Линнеевского общества.
Автор ряда научно-популярных сочинений. В начале столетия редактировал ежегодник «Ежегодное обозрение и история литературы» (англ. The Annual review and history of literature) — сборник рецензий на книжные новинки.

## Избранные публикации
- Journal of a Tour through North Wales and Part of Shropshire with Observations in Mineralogy and Other Branches of Natural History (London, 1797)
- On the Wrekin and on the Great Coal-field of Shropshire (1811)
- A Dictionary of Chemistry and Mineralogy (with his brother C. R. Aikin), 2 vols. (London, 1807, 1814).
- A Manual of Mineralogy (1814; ed. 2, 1815)
- On a Bed of Trap in Birch-hill Colliery (1816)
- On the Gravel at Litchfield (1817)
- On Witherite found in Shropshire (1817)